# Związek Hodowców Bydła Rasy Polskiej
Związek Hodowców Bydła Rasy Polskiej – historyczna organizacja hodowców bydła działająca na ziemiach polskich od końca XIX wieku, która odegrała kluczową rolę w rozwoju systematycznej hodowli bydła czerwonego polskiego i innych ras rodzimych.

## Historia

### Początki organizacji (1894-1895)
Pierwszą organizacją hodowców bydła rasy polskiej było Towarzystwo Hodowców Bydła Czerwonego Polskiego w Galicji Zachodniej, powołane w 1894 roku przez 14 hodowców wielkiej własności rolnej podczas spotkania u Jana Brandysa w Wielkich Drogach pod Krakowem. Inicjatywa ta została zainspirowana opiniami profesorów Leopolda Adametza i Franciszka Holdefleissa, którzy propagowali hodowlę rodzimego bydła czerwonego w czystości rasy.
W następnym roku, 1895, powstał Związek Hodowców Bydła Czerwonego przy Krakowskim Towarzystwie Rolniczym (wcześniej przy Małopolskim Towarzystwie Rolniczym). Data ta jest uznawana za rozpoczęcie trwającej nieprzerwanie do dziś systematycznej pracy hodowlanej dla rasy polskiej czerwonej.

### Organizacja i cele
Głównym celem Związku było propagowanie hodowli wartościowego, rodzimego bydła w czystości rasy. Związek podjął prowadzenie ksiąg rodowodowych dla krów i buhajów rasy polskiej czerwonej, organizował wystawy, pokazy oraz aukcje zwierząt hodowlanych. Organizacja obejmowała początkowo opieką wyłącznie obory większej własności Małopolski Zachodniej – do Towarzystwa przystąpiło początkowo 8 obór, a dwa lata później było ich już 15.

### Rozwój działalności hodowlanej
Związek zapoczątkował systematyczną i twórczą pracę hodowlaną nad bydłem polskim czerwonym. Zainteresowanie hodowlą tej rasy wzrosło dzięki organizowanym wystawom i pokazom hodowlanym, między innymi:
- Kraków (1897)
- Nowy Targ (1899) – 380 zwierząt
- Jodłownik (1899) – 460 zwierząt
- Wilamowice – 250 zwierząt
- Wiedeń (1913)
- Szczyrzyc – 800 zwierząt[1]

W 1906 roku wprowadzono urzędową ocenę mleczności krów polskich czerwonych. W 1913 roku wydano pierwszą księgę rodowodową tej rasy, z której wynikało, że w latach 1906–1913 średnia wydajność krów polskich czerwonych wahała się w granicach 1888–3349 kg mleka.

### Rozszerzenie działalności
W 1909 roku powstał w Warszawie Związek Hodowców Bydła Polskiego Czerwonego, który zrzeszał już 30 obór bydła tej rasy. Organizacja inicjowała również tworzenie tzw. cielęciarni, które zorganizowano między innymi w Kozach, Głogoczowie i Jodłowniku, co umożliwiło powstanie 10 nowych obór.

## Okres II wojny światowej
Podczas II wojny światowej władze okupacyjne niemieckie przekształciły istniejące Polskie Towarzystwo Zootechniczne w Naczelny Związek Hodowli Zwierząt (Hauptverband für Tierzucht) z siedzibą w Krakowie. Na stanowisko kierownika Naczelnego Związku powołano inż. Stefana Wiśniewskiego, dotychczasowego dyrektora PTZ.
Organizacja została przekształcona 1 kwietnia 1941 roku i zatrudniała polski personel, tworząc sześć wydziałów dla poszczególnych gatunków zwierząt. Dewizą pracowników Naczelnego Związku było opracowanie takich zasad organizacji hodowli, aby były przydatne w przyszłej pracy hodowlanej w Polsce po wyzwoleniu. System stworzony wówczas został faktycznie przejęty przez polską administrację tuż po zakończeniu działań wojennych.

## Okres powojenny
Po II wojnie światowej nastąpiło przywrócenie przedwojennej struktury organizacji hodowli. Przy Izbach Rolniczych, które podjęły działalność z końcem 1945 roku, utworzono związki hodowlane i zaczęto organizować kontrolę mleczności oraz wpisy do ksiąg zarodowych.
Niestety, ta sprawdzona organizacja została zlikwidowana wskutek wchłonięcia przez Związek Samopomocy Chłopskiej i przejęcia przez niego całego zakresu prac hodowlanych. Nastąpiła likwidacja związków hodowców bydła, a w ich miejsce utworzono zrzeszenia producentów, które także wkrótce uległy likwidacji.

## Współczesność
Współcześnie funkcję organizacji hodowców bydła pełnią:
- Polska Federacja Hodowców Bydła i Producentów Mleka – utworzona w 1995 roku, jedyny pełnoprawny reprezentant środowiska hodowców bydła i producentów mleka w Polsce[3]
- Krajowy Związek Hodowców Czerwonego Bydła Polskiego z siedzibą w Jodłowniku – organizacja działająca na rzecz rozwoju hodowli czerwonego bydła polskiego[3]
- Polski Związek Hodowców i Producentów Bydła Mięsnego – utworzony w 1994 roku z inicjatywy hodowców[3]

## Wybrani członkowie
- Leopold Adametz (1861–1941) – austriacki zootechnik i genetyk, profesor hodowli zwierząt na Wydziale Rolniczym UJ w Krakowie, prekursor badań nad bydłem czerwonym polskim[potrzebny przypis].
- Franciszek Holdefleiss (ur. ok. 1840, zm. po 1900) – profesor w Instytucie Rolniczym we Wrocławiu, współzałożyciel Towarzystwa Hodowców Bydła Czerwonego Polskiego[5].
- Franciszek Korneli Wierzbicki (1884–1945) – prezes Związku Hodowców Bydła Rasy Polskiej, hodowca bydła czerwonego polskiego[potrzebny przypis].

## Znaczenie historyczne
Związek Hodowców Bydła Rasy Polskiej odegrał fundamentalną rolę w:
- Zachowaniu i doskonaleniu rodzimych ras bydła, szczególnie polskiego czerwonego
- Wprowadzeniu systematycznej pracy hodowlanej opartej na naukowych podstawach
- Organizacji pierwsze ksiąg rodowodowych i systemu oceny użytkowości zwierząt
- Popularyzacji hodowli poprzez organizację wystaw i pokazów
- Stworzeniu podstaw współczesnego systemu organizacji hodowli w Polsce

Działalność związku przyczyniła się do tego, że w okresie międzywojennym polskie bydło czerwone stanowiło 25% krajowej populacji bydła, a pod koniec lat sześćdziesiątych było w Polsce około 2 milionów sztuk bydła czerwonego, co stanowiło 18% całego pogłowia.